# Papa-figos
Papa-figos-europeu ou papa-figos-eurasiático (Oriolus oriolus) é uma ave de cores vivas, mas difícil de observar. Apresenta elevado dimorfismo sexual: o macho é amarelo vivo, com as asas e a cauda pretas.

## Subespécies
São actualmente reconhecidas 2 subespécies de papa-figos:
- O. o. oriolus (Papa-figos-europeu) - Europa e Ásia até ao Cazaquistão e à Mongólia
- O. o. kundoo (Papa-figos-indiano), às vezes reconhecido como espécies - Ásia meridional, nomeadamente Afeganistão e Índia